# St. Josef (Vinkrath)

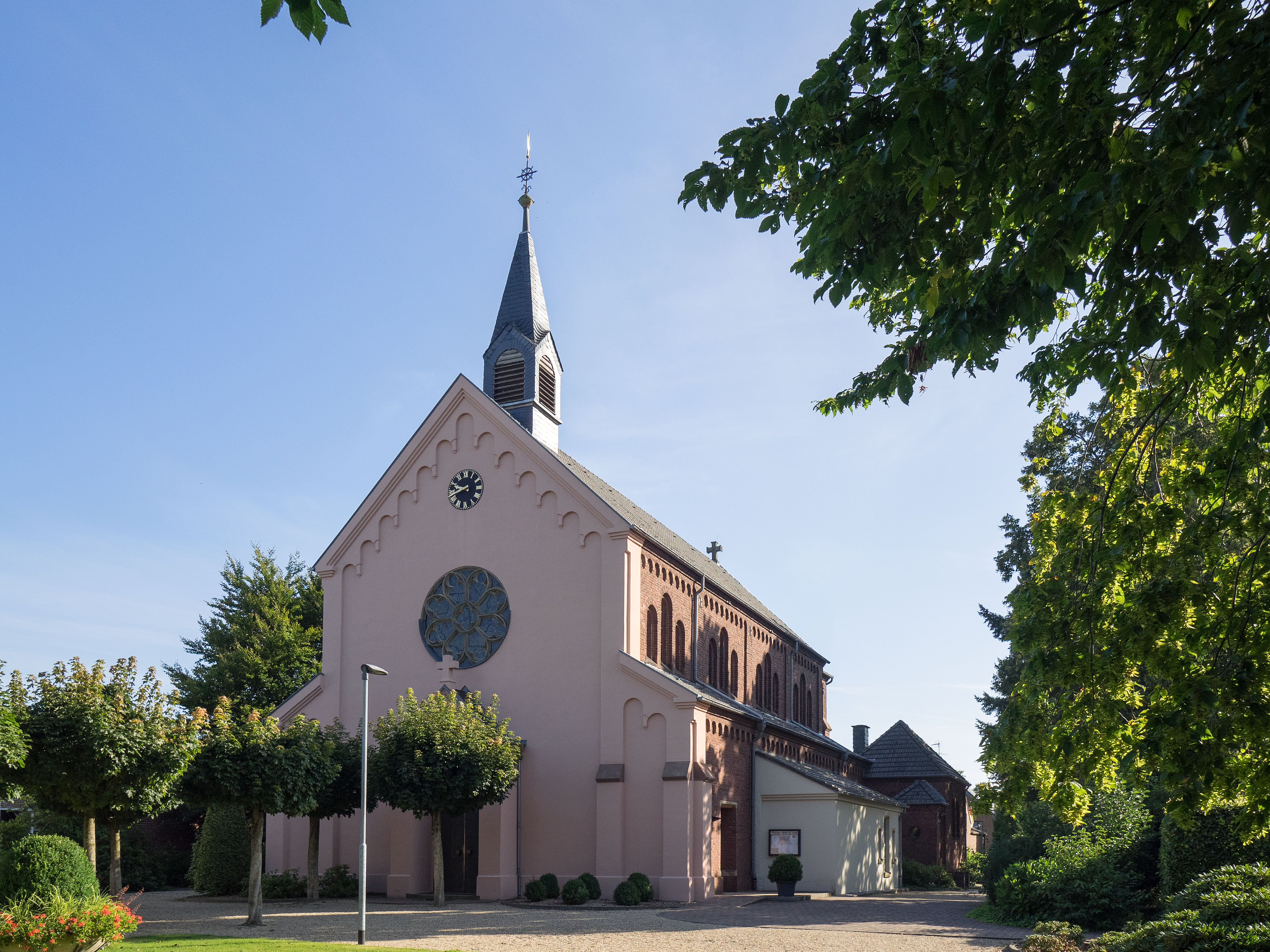
St. Josef in Vinkrath

St. Josef ist eine römisch-katholische Filialkirche in Vinkrath, einem Ortsteil der Gemeinde Grefrath im Kreis Viersen in Nordrhein-Westfalen.
Die denkmalgeschützte Kirche gehört zur Pfarre St. Benedikt Grefrath, steht unter dem Patronat des hl. Josef (Gedenktag 19. März) und wurde 1901 bis 1903 nach Plänen von Julius Busch errichtet.

## Geschichte
Vinkrath verfügte lange über kein eigenes Gotteshaus, der Ort gehörte zur Pfarre St. Laurentius Grefrath und die Bewohner mussten zum Gottesdienstbesuch immer ins benachbarte Grefrath. 1900 gründeten die Dorfbewohner einen Kirchenbauverein zum Bau einer eigenen Kirche. Der Verein hatte schnell Erfolg, sodass das Generalvikariat des Bistums Münster, zu dem Vinkrath bis 1930 gehörte, den Bau einer Filialkirche erlaubte. Somit wurde der Neusser Architekt Julius Busch mit der Planung einer Kirche beauftragt. 1902 wurde mit dem Bau der heutigen Kirche begonnen, die Grundsteinlegung fand am 8. Mai 1902, dem Festtag Christi Himmelfahrt, statt. Bereits ein Jahr später war die Kirche fertiggestellt und wurde am 9. August 1903 vom Münsteraner Weihbischof Maximilian Gereon von Galen geweiht. Zunächst war die Kirche noch eine Filialkirche von Grefrath und wurde 1910 Pfarrkirche.
Im Zweiten Weltkrieg wurde die Kirche am 1. August 1942 durch einen Bombenabwurf beschädigt. Von 1950 bis 1956 wurde die Kirche in alter Form wiederhergestellt.
Vinkrath wurde am 11. Juli 1910 zur Pfarre erhoben. Zum 1. Januar 2013 wurde die Pfarre aufgelöst und mit den anderen ebenfalls aufgelösten Pfarreien Grefraths zur neuen Großpfarre St. Benedikt fusioniert. Pfarrkirche wurde St. Laurentius, St. Josef ist seitdem eine Filialkirche.

## Baubeschreibung
St. Josef ist eine dreischiffige und vierjochige Basilika aus Backsteinen mit halbrunder Apsis in Formen der Neuromanik. Über der Westfassade erhebt sich ein schlanker Dachreiter.

## Ausstattung
Von der Ursprungsausstattung sind die Buntglasfenster aus dem Jahr 1903 der Glasmalereiwerkstatt Wilhelm Derix erhalten. Die 10 Register umfassende Orgel stammt aus der Tönisberger Pfarrkirche St. Antonius. Sie wurde 1927 in Vinkrath aufgestellt und ist in der Orgelbauwerkstatt von Edmund Fabritius in Kaiserswerth entstanden. Der Zelebrationsaltar wurde 1989 von Bildhauer Klaus Iserlohe aus Blaustein geschaffen und am 25. August 1990 geweiht. Er schuf zeitgleich das Gabelkreuz über dem Altar, das Ambo sowie eine Statue des hl. Josef. Die 14 Kreuzwegstationen sind Werke von Egino Weinert aus dem Jahr 1960.

## Pfarrer
Folgende Priester waren bis zur Auflösung der Pfarre Pfarrer an St. Josef:
- 1926–1934 Hermann-Josef Nordhoff
- 1934–1941 Bernhard Nicolini
- 1941–1950 Josef Grommes
- 1950–1956 Hubert Rutge
- 1956–1962 Werner Keuck
- 1962–1978 Hermann Josef Paschmanns
- 1978–1996 Günther Klußmeier
- 1997–2013 Johannes Quadflieg